# Disritmia
Una disritmia hace referencia a cualquier alteración del ritmo, ya sea cardiaco, circadiano, o de cualquier otro órgano o sistema capaz de generar fenómenos eléctricos que puedan ser recogidos y evaluados por una tecnología específica para ello.

## Disritmia de ffc
es un tipode disritmia mortal para el paciente
Si nuestra capacidad de entender y de expresarnos no funciona correctamente (ya sea por un problema físico o neurológico), la adquisición del lenguaje tampoco se llevará a cabo de manera adecuada. 
Las disritmias son un trastorno de emisión, al igual que las dislasias y disartrias (trastornos de articulación por anomalías en los órganos articulatorios que pueden solucionarse con logopedia), disfasias y afasias (deterioro al adquirir el habla y pérdida de la misma) y disfonías y afonías (anomalías en la producción por afecciones laríngeas).
En ocasiones, hay trastornos lingüísticos por reacciones psicológicas de rechazo; por lo tanto, no existe ningún problema físico ni neurológico, pero se debe intervenir con terapia psicopedagógica y/o logopédica.

### Clasificación
Dentro de las disritmias encontramos: 
- La tartamudez o disfemia afecta a la fluidez del habla, comienza en la niñez y puede durar toda la vida. Consiste en interrupciones de los sonidos del habla (disritmia o disfluencia). Más o menos 3.000.000 de personas en Estados Unidos tartamudean. Esta disritmia se produce sobre todo en niños de 2 a 5 años, y la pueden sufrir en cualquier etapa de su vida. En los adultos, cerca del 1% o menos tartamudea. La mayoría de las personas producen breves disritmias, por ejemplo, si repiten algunas palabras o si éstas van precedidas por “mm”, “eeh”; si la persona está nerviosa, tiene que hablar ante un gran grupo de gente…  Estas disritmias no son un problema aunque pueden dificultar la comunicación si la persona produce demasiadas. 
Para las personas a las que las disritmias les afectan en cualquier aspecto de su vida cotidiana, son un inconveniente, puesto que limitará su participación en ciertas actividades por miedo a la reacción de los demás al escucharlo. 
- La taquilalia es la descompensación entre el influjo nervioso y la capacidad de movimiento de la boca, es decir, la persona habla demasiado rápido y los demás no son capaces de entenderla. Normalmente, los únicos que entienden a la persona son sus familiares.
- El seudobalbuceo consiste presentar dificultad para hablar o leer, trastocando las letras o las sílabas.